# Gästriklands runinskrifter 14
Gästriklands runinskrifter 14 är en vikingatida runstensfragment av röd gävlesandsten i Ovansjö kyrka, Ovansjö socken och Sandvikens kommun. Fragmentet är 1,75 x 1,25 meter stort och 11-23 centimeter tjockt. Runhöjden är 5-12 centimeter. Gs 14 är inmurad i den östra väggen till höger om ingången till långhuset.

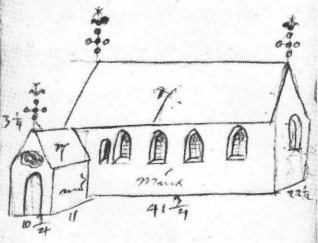
Stenens placering i Ovansjö kyrka. Teckning av Ulf Christofersson från 1690.

## Inskriften
Translitterering av runraden:
ehlhi ...- × osuhlfr × ok × osmuntr × þir| |ritu : s(t)in × efti(r) ... ...is-þ kyfti · sa(r) -... ...--str : smiþa × ok × ...
Normalisering till runsvenska:
Hælgi [ok] Asulfʀ ok Asmundr þæiʀ rettu stæin æftiʀ ... ... køpti(?). Saʀ [vaʀ(?)] [bæ]ztr(?) smiða ok ...
Översättning till nusvenska:
Helge och Åsolv och Åsmund de reste stenen efter ... Han var den bäste av smeder och ...